# Мішель Кро
Мішель Огюст Кро (фр. Michel Auguste Croz; 22 квітня 1830, Шамоні, Франція — 14 липня 1865, Матергорн, Швейцарія) — французький гірський провідник й альпініст, здійснив низку перших сходжень на вершини у західних Альпах. Загинув під час спуску з Матергорна після першого в історії успішного сходження на неї у складі групи під керівництвом Едварда Вімпера.

## Ранні роки
Народився 22 квітня 1830 року у невеликому селі Ле-Тур у верхній частині комуни Шамоні у Франції у селянській родині. Все своє життя прожив зі своїм старшим братом Жаном-Баптистом Кро (1828—1905), який також був гірським провідником, його дружиною та сім'єю, а також із двома сестрами, Марі-Софі та Марі-Дельфін. Мішель не був одружений.

## Кар'єра альпініста
Розпочав кар'єру альпініста та гірського провідника у 1859 році, коли його найняв англійський альпініст і науковець Вільям Метьюз, один із засновників Британського Альпійського клубу. У наступні кілька років Кро, спільно з Метьюзом, здійснив низку сходжень на кілька альпійських вершин, серед яких перші сходження на вершини Гранд-Кас (3855 метрів, 8 серпня 1860 року), Мон-Желе (3518 метрів, 11 серпня 1861 року), Кастор (4228 метрів, 23 серпня 1861 року), Дом-де-ла-Саше (3601 метр, 15 серпня), Монте Візо (3841 метр, 30 серпня 1861 року), Мон-Пурі (3779 метрів, 4 жовтня).
У 1864 році Метьюз пішов з альпінізму, і Кро перейшов у команду до англійського альпініста та мандрівника Едварда Вімпера. Спільно з ним, Кро здійснив перші сходження на вершини Мон-Долан (3823 метри, 9 липня 1864 року), Барр-дез-Екрен (4102 метри, 25 червня 1864 року), Егюий-де-Тре-ля-Тете (3930 метрів, 12 липня 1864 року), Егюй-д'Аржантьєр (3901 метр, 15 липня 1864 року), Пуент-Вімпер (4184 метри, друга за висотою вершина масиву Гранд-Жорас, 9 червня 1865).

## Сходження на Матергорн і смерть

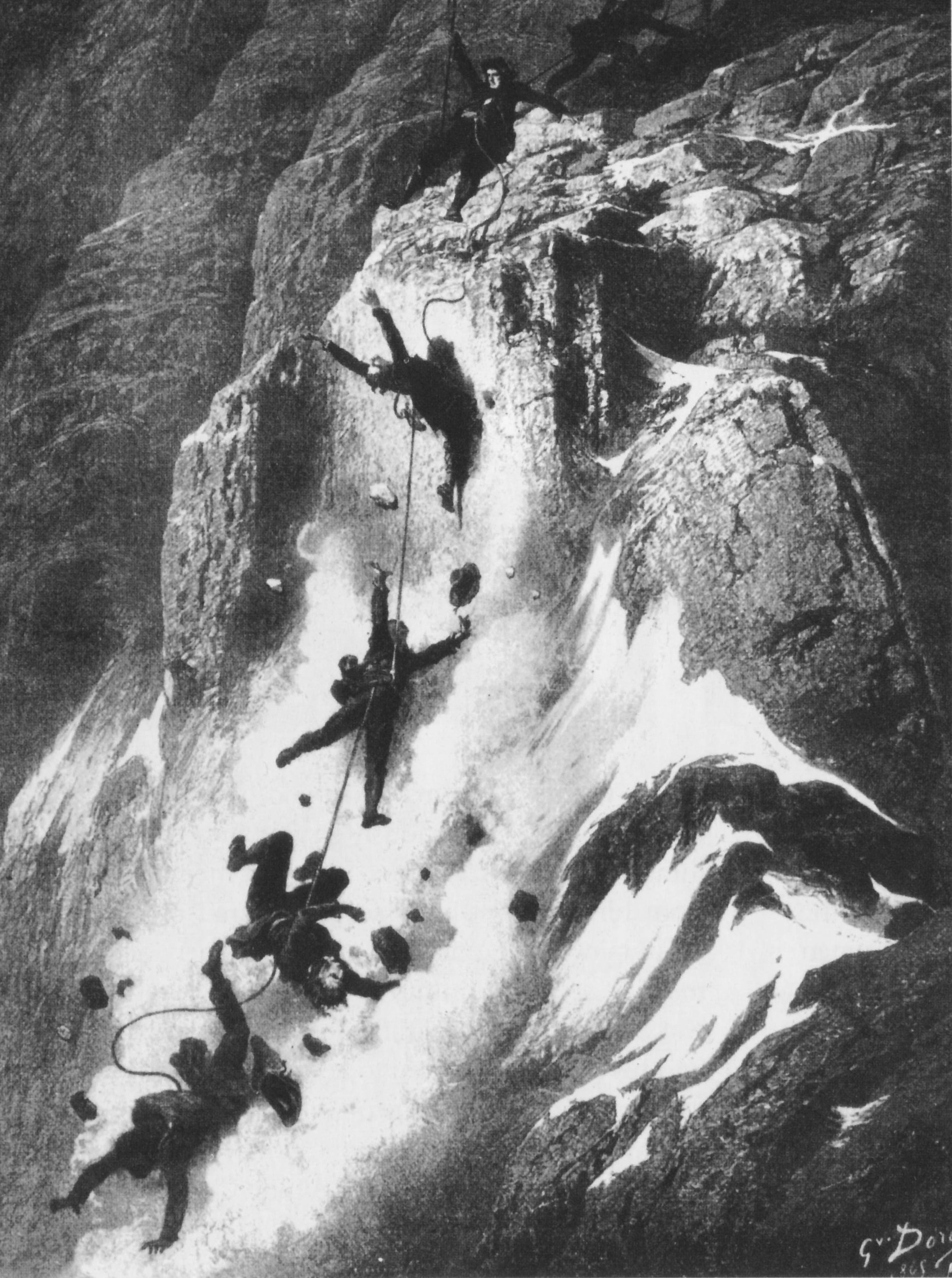
Падіння Кро, Гедоу, Гадсона та Дугласа з Матергона (Гюстав Доре, 1865)

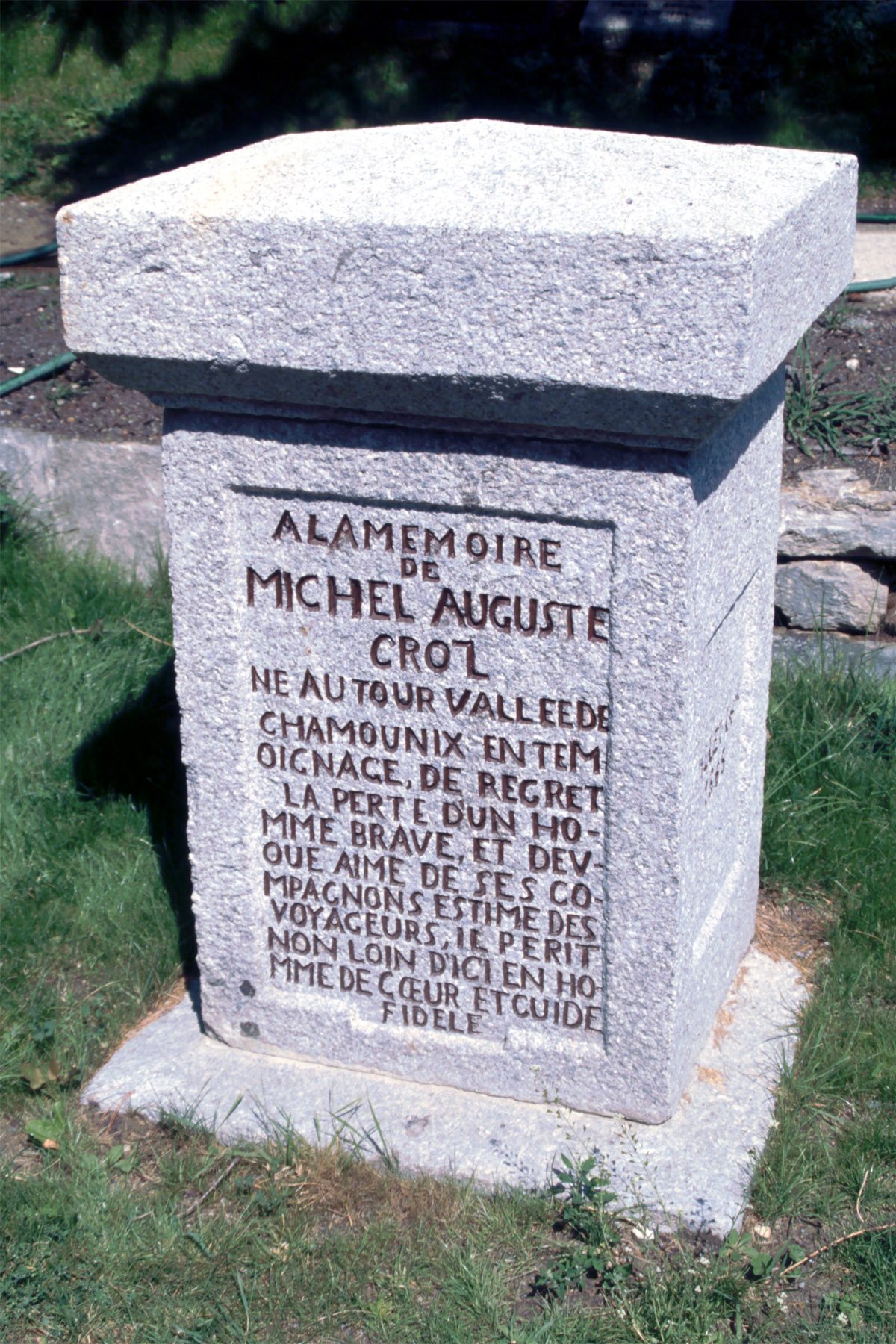
Надгробок на могилі Мішеля Кро

У червні 1865 року Вімпер найняв Кро для чергової спроби сходження на Матергорн. До цього Вімпер уже робив кілька спроб, але всі вони закінчувалися невдало. 13 червня 1865 року Вімпер і Кро, об'єднавши зусилля з групою іншого британського альпініста Френсіса Дугласа (до якої також входили Дуглас Роберт Гедоу, Чарльз Гадсон, Петер Таугвальдер-старший (батько) і Петер Таугвальдер-молодший. Наступного дня, 14 липня 1865 року, група успішно досягла вершини. Кро та Вімпер першими ступили на вершину. Провівши нагорі близько години, група почала спуск, Кро йшов першим у зв'язці. За кілька хвилин після початку спуску Гедоу, який йшов другим, не втримався на схилі і впав, збивши з ніг Кро. Гадсон і Дуглас не змогли втриматися, і впали за ними. Мотузка, яка з'єднувала альпіністів обірвалася і всі четверо впали вниз. Пошукова експедиція, організована 16 липня, знайшла тіла трьох альпіністів (Кро, Гадсона та Гедоу) на льодовику Матергорн (тіло Дугласа так і не було знайдено). 19 липня тіла були перенесені в Церматт і поховані на місцевому цвинтарі альпіністів.

## Пам'ять
Третя за висотою вершина масиву Гранд-Жорас названа на честь Кро (Пуент-Кро, фр. Pointe Croz, 4110 метрів). Його ім'ям названо одну з вулиць Шамоні (фр. avenue Michel Croz).
За версією «The Mountain Encyclopedia» Мішель Кро 1 з 10 найкращих гірських провідників усіх часів.